# Bahnhof Yanagibashi
Der Bahnhof Yanagibashi (jap. 柳橋駅, Yanagibashi-eki) war ein Bahnhof auf der japanischen Insel Honshū. Er befand sich in der Präfektur Aichi auf dem Gebiet der Stadt Nagoya und war von 1913 bis 1941 in Betrieb. Während dieser Zeit war er einer von zwei Endbahnhöfen des nördlichen Teils der heutigen Meitetsu Nagoya-Hauptlinie (vor der Eröffnung des Innenstadttunnels über den Bahnhof Meitetsu Nagoya).

## Beschreibung

Gleisplan (oben zum Hauptbahnhof, rechts nach Oshikirichō)

Der Kopfbahnhof stand im Stadtteil Meieki, der zum Bezirk Nakamura-ku gehört. Er verfügte über zwei stumpf endende Gleise an einem Mittelbahnsteig; hinzu kamen zwei Abstellgleise, die über eine Spitzkehre erreichbar waren. Vor dem Bahnhof befand sich eine Kreuzung mit Straßenbahnstrecken in alle vier Richtungen, eine Gleisverbindung gab es an der Nordseite.

## Geschichte
Die Nagoya Denki Tetsudō, eine Vorgängerin der heutigen Bahngesellschaft Meitetsu, betrieb ursprünglich Straßenbahnen in Nagoya. Ab 1901 kamen Überlandstraßenbahnen in die nördlichen Vororte hinzu, die vom Bahnhof Oshikirichō am damaligen nördlichen Stadtrand aus verkehrten. Um ins Stadtzentrum zu gelangen, mussten die Fahrgäste jeweils auf die städtische Straßenbahn umsteigen, was umständlich war. Aus diesem Grund errichtete man eine kurze Verbindungsstrecke zum Straßenbahnnetz und eröffnete am 20. November 1913 die neue stadtseitige Endstation Yanagibashi in der Nähe des Bahnhofs Nagoya der staatlichen Eisenbahn. Zwischen Oshikirichō und Yanagibashi gab es weitere Haltestellen, an denen die Vorortzüge jedoch nicht hielten.
Das erste Bahnhofsgebäude war ein zweigeschossiger Holzbau mit einem Balkon, existierte aber nicht einmal ein Jahr. Eine Bürgerbewegung, die niedrigere Fahrpreise auf der Stadtlinie forderte, geriet außer Kontrolle, als eine aufgebrachte Menge das Gebäude am 6. September 1914 in Brand steckte. Auch nach der Kommunalisierung der Straßenbahn im Jahr 1921 betrieb die Nachfolgegesellschaft Nagoya Tetsudō weiterhin Vorortzüge auf dem Abschnitt nach Yanagibashi. Am 16. November 1922 stellte sie den Ersatzneubau für den abgebrannten Bahnhof fertig, ein zweigeschossiges Gebäude in Stahlbetonbauweise.
Ab 1930 bezeichnete sich die Bahngesellschaft als Meigi Tetsudō (kurz Meiden). Sie nahm fünf Jahre später die durchgehende Verbindung zwischen den Städten Nagoya und Gifu in Betrieb und begann auch Schnellzüge anzubieten, deren neu eingeführte Triebwagen jedoch zu groß waren, um auf die Straßenbahngleise zu passen. Ausgangspunkt sämtlicher Schnellzüge auf der später so bezeichneten Nagoya-Hauptlinie war deshalb Oshikirichō, während sie auf der Inuyama-Linie und der Tsushima-Linie ab Yanagibashi verkehrten. Kurz nach der Fusion der Meiden und der Aichi Denki Tetsudō zu Meitetsu begannen die Planungen an einer Strecke durch die Innenstadt, parallel zur Tōkaidō-Hauptlinie. Am 12. August 1941 nahm die Meitetsu die teilweise im Tunnel verlaufende Neubaustrecke zwischen Higashi-Biwajima und Shin-Nagoya (heute Meitetsu Nagoya) in Betrieb; am selben Tag legte sie den Bahnhof Yanagibashi still.

## Bilder

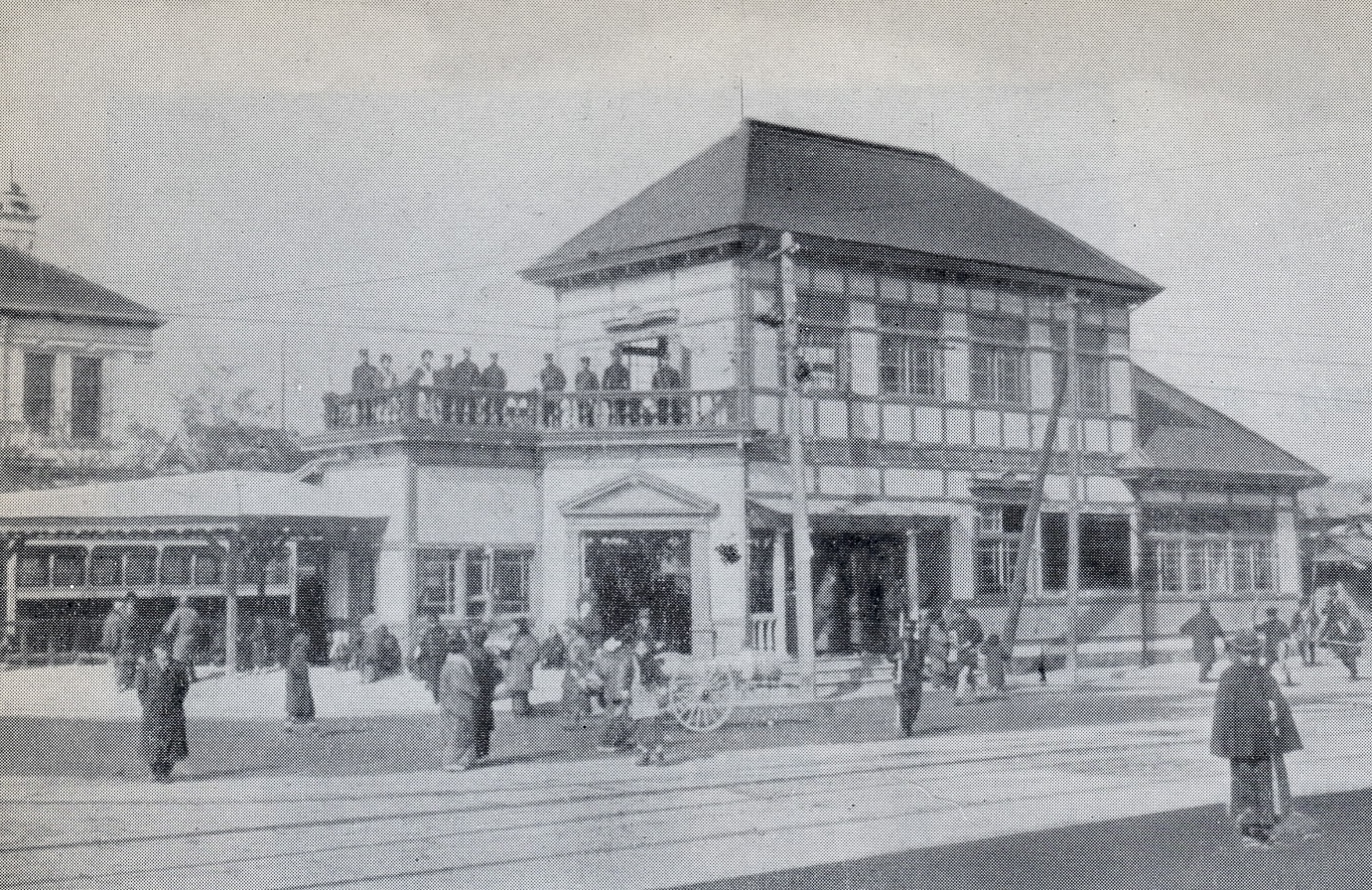
Erstes Bahnhofsgebäude (1913)
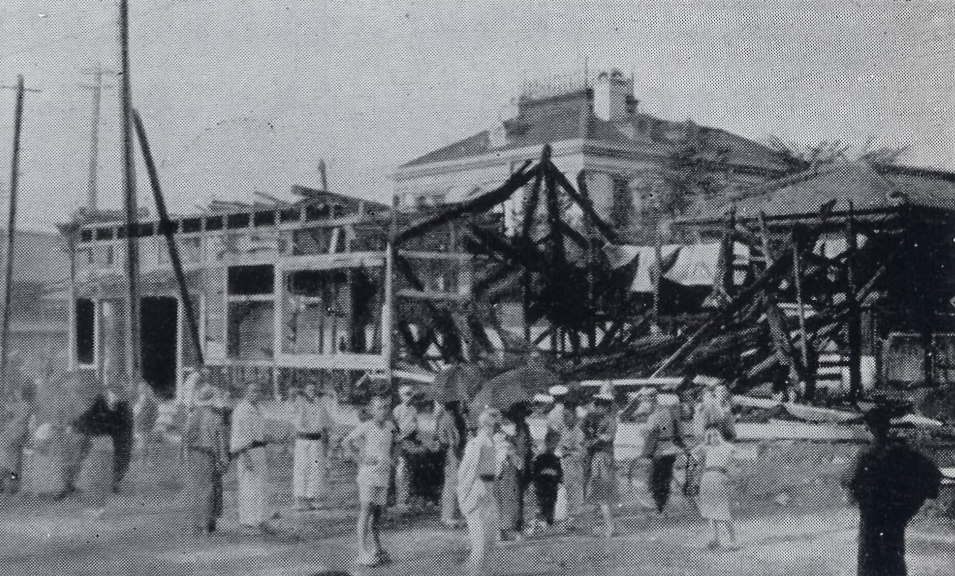
Brandruine (1914)